# 周家炽
周家炽（1911年—1998年），男，江苏苏州人，中国植物病理学家、植物病毒学家，曾任中国科学院微生物研究所研究员，第三届全国人大代表，第五、六届全国政协委员。